# Баранников, Сергей Александрович
Сергей Александрович Баранников (род. 16 апреля 1972 года, Москва, СССР) — российский математик, автор работ в области дифференциальной геометрии, алгебраической геометрии и топологии.

## Биография
Окончил с отличием МГУ (мехмат). В дипломной работе «Оснащённый комплекс Морса и его инварианты», которую он написал в 20 лет, будучи учеником Владимира Игоревича Арнольда, ввёл важное понятие в теории гладких функций и алгебраической топологии: инварианты комплекса Морса, независимые от метрики многообразия (комплекс Баранникова-Морса). Спустя 10 лет эти инварианты получили широкое применение в прикладной математике в области топологического анализа данных («Topological Data Analysis»), под названиями «Persistence Bar-codes» и
«Persistence Diagrams».
В 1995—1999 годах получил степень доктора философии по математике в Калифорнийском университете Беркли, параллельно являясь приглашенным исследователем в Институте Высших Научных Исследований, Франция.
С 1999 по 2010 работал научным сотрудником в Высшей Нормальной школе, Париж. С 2010 научный сотрудник Университета Париж Дидро. С 2017 также научный сотрудник международной лаборатории зеркальной симметрии и автоморфных форм НИУ ВШЭ.

## Научные результаты
Сергей Баранников известен работами по зеркальной симметрии, теории Морса, теории Ходжа, теории экспоненциальных интегралов. В зеркальной симметрии соавтор конструкции Фробениусова многообразия, зеркально двойственной инвариантам Громова-Виттена рода ноль.
Один из авторов гипотезы гомологической зеркальной симметрии для многообразий Фано. В теории экспоненциальных интегралов является соавтором теоремы о вырождении спектральной последовательности для аналога спектральной последовательности Де Рама-Ходжа.
Названы в честь: комплекс Баранникова-Морса,модули Баранникова, конструкция Баранникова-Концевича, теорема Баранникова-Концевича.